# Binley (Hampshire)
Binley – wieś w Anglii, w hrabstwie Hampshire, w dystrykcie Test Valley. Leży 24 km na północ od miasta Winchester i 92 km na zachód od Londynu.